# Ino van den Besselaar
I.H.C. (Ino) van den Besselaar (n. 14 noiembrie 1948, Haga) este un politician neerlandez. Este membru al Partidului Libertății din Țările de Jos (Partij voor de Vrijheid), formațiune de extremă-dreapta condusă de Geert Wilders.